# Rauma Oy
Ej att sammanblanda med det tidigare företaget Rauma Oy, som existerade mellan 1915 och 1952, se Rauma Wood.
Rauma Oy är ett finländskt företag som grundades 1991 vid samgåendet av Rauma–Repola Oy och Yhtyneet Paperitehtaat Oy till Repola Oy. 
Rauma bildades för att bli moderbolag för verkstadsföretagen inom den nya skogs- och verkstadskoncernen. Företaget noterades på Helsingforsbörsen 1995.
Vid en sammanslagning 1996 av Repola Oy och Kymmene Oy blev det fusionerade UPM-Kymmene Oy ny huvudägare till Rauma Oy. UPM-Kymmene sålde dock gradvis ut sina aktier i Rauma, och vid slutet av 1998 var aktieinnehavet nere i 34,5 procent. I juli 1999 slogs Rauma samman med Valmet Oy och bildade det börsnoterade verkstadsföretaget Metso Oy.

## Raumas affärsområden 1998
- Timberjacks skogsmaskiner, omsättning 2,9 miljarder mark
- Sunds Defibrator, omsättning 3,3 miljarder mark
- Nordberg stenkrossar, omsättning 2,6 miljarder mark
- Neles Oy ventiler, omsättning 1,9 miljarder mark

Av dessa affärsområden finns tillverkning av stenkrossar (bland annat i Svedala) och ventiler kvar inom Metso. Tillverkningen av utrustning för tillverkning av pappersmassa inom Sunds Defribrator i Sundsvall ligger idag i "nya" Valmet Oy, som 2014 avknoppades från Metso. Skogsmaskinverksamheten, bland annat i Filipstad och Joensuu, finns idag inom amerikanska Deere & Co.

## Rauma Oy idag
Rauma Oy finns idag (2017) kvar som namn på ett dotterbolag till Metso, vars största ägare idag är den finländska staten via Solidium Oy. Tidigare storägaren UPM-Kymmene sålde sin sista aktiepost i Metso 2005.